# Paul Spinat

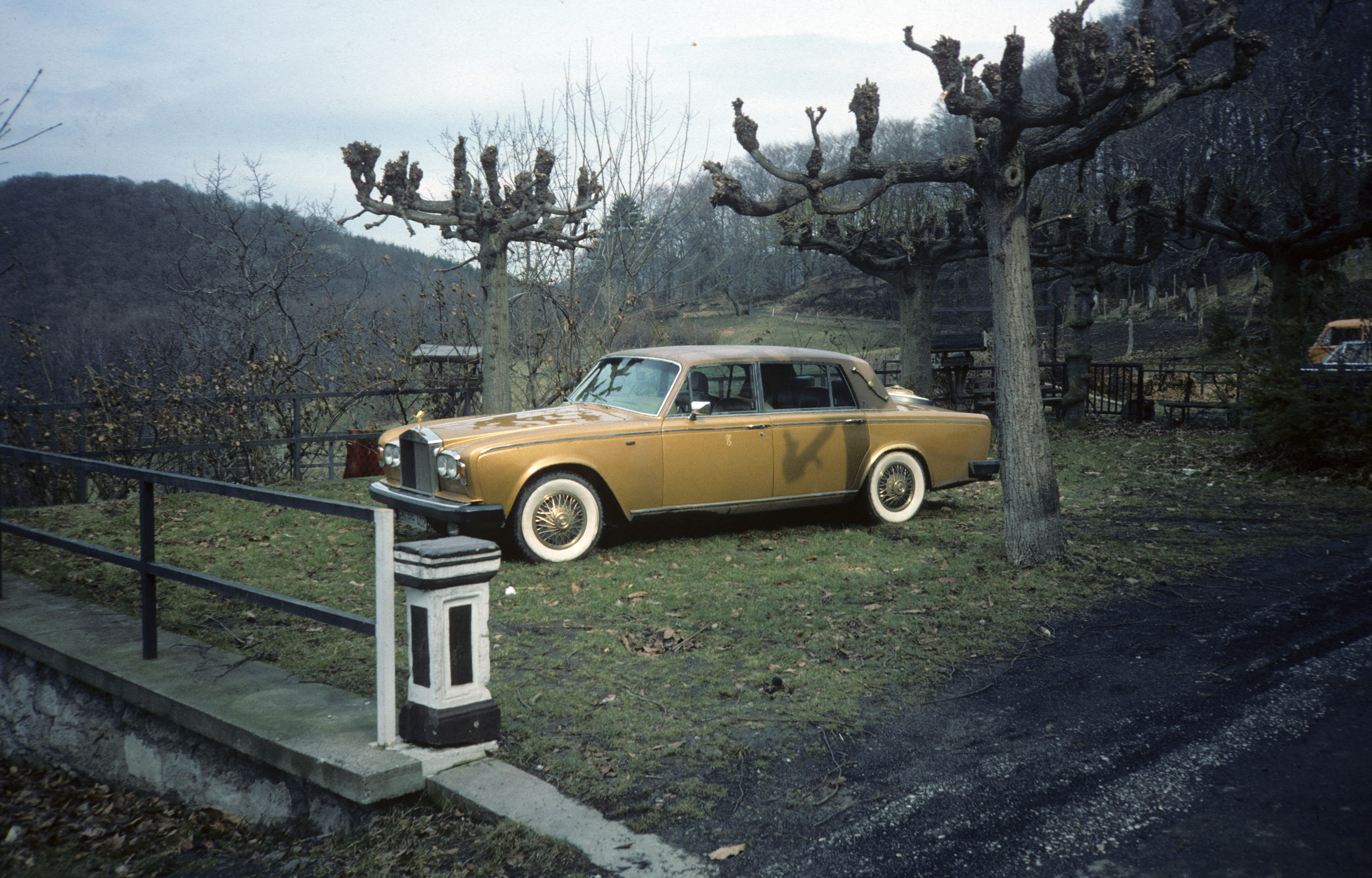
Der goldene Rolls-Royce von Paul Spinat auf Schloss Drachenburg (1985)

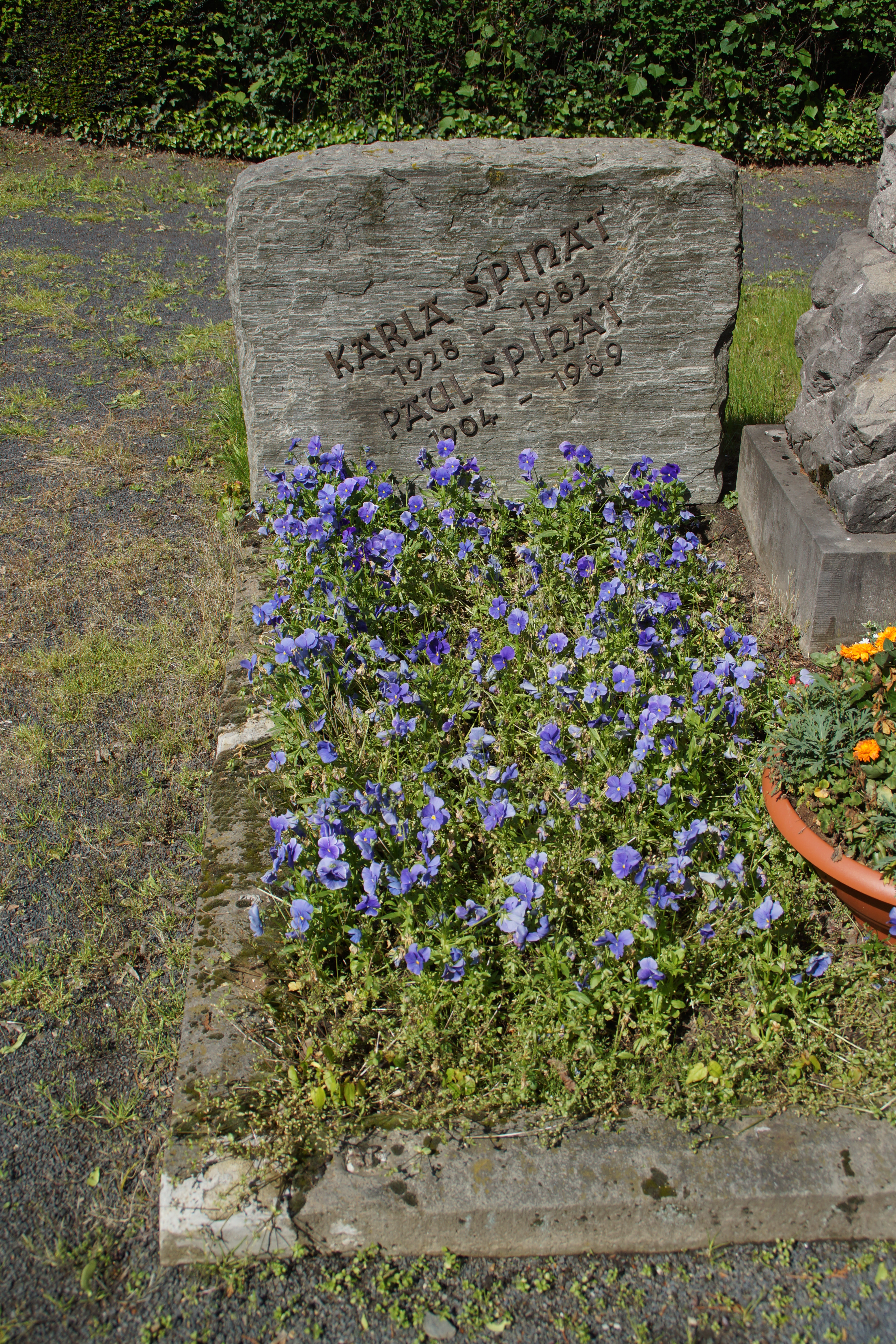
Grab auf dem Friedhof Am Palastweiher

Paul Spinat (* 3. November 1904 in Godesberg; † 23. Februar 1989) war ein deutscher Unternehmer. Er ist bekannt als zeitweiliger Eigentümer von Schloss Drachenburg bei Königswinter.

## Anfänge und berufliche Laufbahn
Spinat stammte aus kleinen Verhältnissen: Sein Vater war Postbeamter, seine Mutter betrieb einen Kiosk. Spinat besuchte das Aloisiuskolleg in Godesberg, machte anschließend bei der Sparkasse Godesberg eine Ausbildung zum Bankkaufmann und stieg dort bis zum Vize-Direktor auf. 1931 heiratete er Gertrud Heimann; das Paar bekam eine Tochter, Erika. Während des Zweiten Weltkriegs diente Spinat als Oberleutnant zur See in der Marine. Die Ehe wurde 1950 geschieden.
1949 gründete Spinat das Unternehmen Spitan-Bekleidung. Er selbst war als Geschäftsführer für die kaufmännischen Aufgaben zuständig und seine Tochter Erika für den Entwurf und die Herstellung von maßgeschneiderten Damenkleidern. 1950 hatte Spitan 18 Mitarbeiter. Zudem verdiente Spinat viel Geld mit Immobiliengeschäften. Ab 1956 steckte er seine Einnahmen in die Gestaltung seines zuvor einfachen Holzhauses in der Bad Godesberger Waldstraße 31, das er so eigenwillig mit Zinnen, Bogen und Türmchen ausstatten ließ, dass die Zeitungen darüber berichteten. Auch legte er sich ein Familienwappen zu und sammelte Kunst und Kitsch. 1968 heiratete er ein zweites Mal.

## Spinat als Schlossherr
1971 kaufte Paul Spinat Schloss Drachenburg dem Land Nordrhein-Westfalen für 500.000 DM ab; den Kauf finanzierte er über einen Bausparvertrag. Er ließ das Schloss nach seinem Geschmack renovieren und ausstatten. Letztlich reichten sein Geld sowie die Eintrittsgelder von Besuchern nicht aus, den Unterhalt von Schloss Drachenburg zu tragen. Daraufhin begann Spinat, im Schloss Konzerte und Ausstellungen zu organisieren – darunter Ausstellungen mit Werken von Marc Chagall und Salvador Dalí – sowie Feste mit Prominenten zu geben. Andy Warhol gehörte zu den Besuchern des Schlosses und nahm ein Foto des Gebäudes als Vorbild für eines seiner Kunstwerke. 1975 erwarb Spinat ein zweites Schloss, das Schloss Marienfels bei Remagen. Ende der 1980er Jahre hatte er jedoch so viele Schulden angehäuft, dass er die beiden Schlösser nicht mehr halten konnte. Schloss Drachenburg wurde vom Land NRW für acht Millionen Mark zurückgekauft; Spinats Verdienst war es, das Schloss zum Zeitpunkt seines Kaufes vor dem Verfall gerettet zu haben. Schloss Marienfels wurde von „Burgenkönig“ Herbert Hillebrand erworben; später erlangte das Gebäude bundesweite Bekanntheit, weil der Fernsehmoderator Thomas Gottschalk es kaufte.
Spinat war ein Exzentriker, der sich gerne selbst inszenierte. Er nannte sich auch „Graf Spinat“, besaß einen goldenen Rolls-Royce Silver Shadow, empfing Gäste gerne in einer Phantasieuniform auf einer Freitreppe, die ins Nichts führte, und trat in der Öffentlichkeit immer mit Toupet auf. Er gab Orgelkonzerte auf einer Attrappe, bei denen die Musik vom Band kam. 1985, drei Jahre nach dem Tod seiner zweiten Frau Karla, heiratete er Erina Prinzessin von Sachsen, geborene Eilts. Sie erlangte ihrerseits unter anderem dadurch Bekanntheit, dass sie 1992 den Schauspieler und Witwer von Helga Feddersen, Olli Maier, adoptierte. 1986 wurde Paul Spinat das Verdienstkreuz am Bande der Bundesrepublik Deutschland verliehen.
Paul Spinat starb im Februar 1989 im Alter von 84 Jahren; bis zu seinem Tod residierte er auf Schloss Drachenburg. Er liegt auf dem Friedhof Am Palastweiher in Königswinter begraben, neben dem Erbauer von Schloss Drachenburg, Stephan Freiherr von Sarter. Spinats Witwe Erina starb 88-jährig im Jahre 2010.